# Pyrinia rufa
Pyrinia rufa är en fjärilsart som beskrevs av Paul Dognin 1912. Pyrinia rufa ingår i släktet Pyrinia och familjen mätare. Inga underarter finns listade.